# Луки та лісові луки Суйфун-Ханка

Регіон «Луки та лісові луки Суйфун-Ханка» на мапі

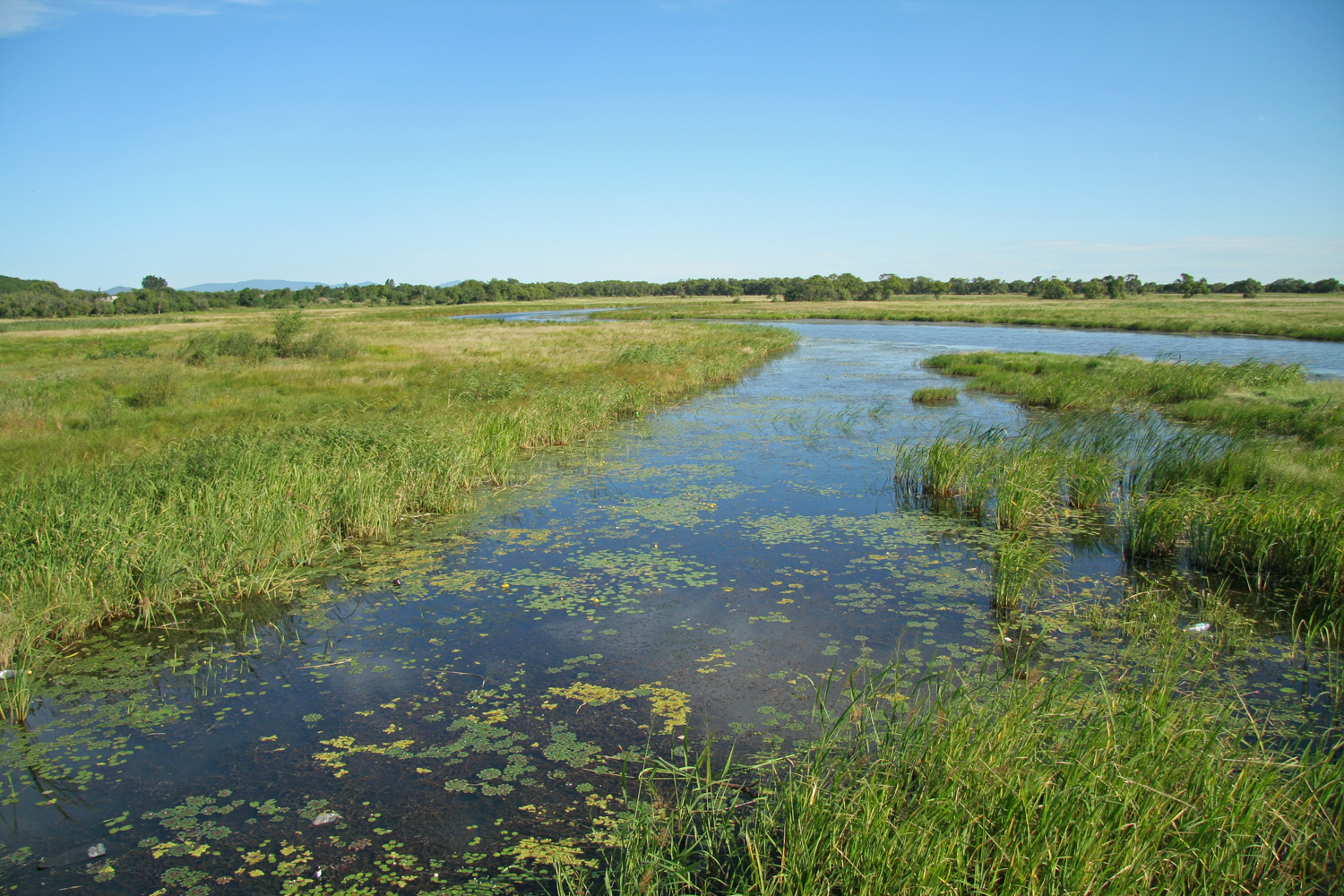
Берег Ханки

Луки та лісові луки Суйфун-Ханка — відносно невеликий екорегіон (площею 33929 км²), навколо озера Ханка. Місцевість мало лісна, пласка і болотиста. Ця територія є важливою точкою зупинки мігруючих птахів, включаючи багато вразливих видів. Належить до біому затоплювані луки і савани

## Розташування та опис
Екорегіон розташовано у Ханкайській западині і покриває власне береги озера Ханка, певний терен сточища Суйфен та верхів'я Уссурі. Екорегіон оточений Маньчжурськими мішаними лісами на півночі, заході та півдні, а також Уссурійськими широколистяними та мішаними лісами на сході.

## Клімат
У регіоні панує вологий континентальний клімат з прохолодним літом (Koppen Dwb). Цей клімат характеризується високою зміною температури, як щодня, так і сезонно; з довгими, холодними зимами та коротким, прохолодним літом; середня температура липня 20 °C, та середня температура січня -20 °C Середня кількість опадів близько 600 мм/рік

## Флора і фауна
Значна частина регіону — торф'яні болота. У підмурівку цієї зони лежить товстий шар глини, який запобігає дренажу через ґрунт. Різноманітність видів рослин висока завдяки сприятливим умовам; ендемізм високий тому, що площа не зазнала зледеніння у плейстоцені, створюючи в цьому районі як притулок, так і міграційний маршрут для видів.
Озеро Ханка, як найбільше прісноводне озеро на Далекому Сході, є важливим місцем гніздування. В екорегіоні відзначено понад 361 вид птахів
В екорегіоні зустрічається чотири види журавлів, у тому числі журавель японський, що знаходиться під загрозою зникнення.

## Заповідники
- Ханкайський заповідник